# Zoarcoidei

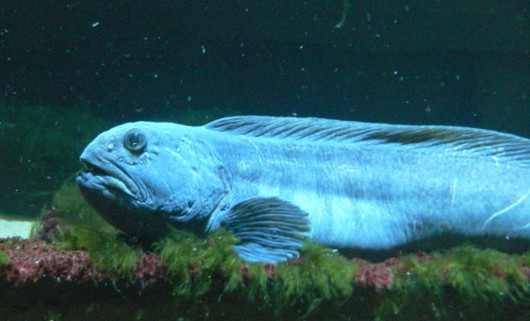
Anarhichas denticulatus

A Zoarcoidei a sugarasúszójú halak (Actinopterygii) osztályába és a sügéralakúak (Perciformes) rendjébe tartozó alrend.

## Rendszerezés
Az alrendbe az alábbi 9 család tartozik:
- Anarhichadidae
- Bathymasteridae
- Cryptacanthodidae
- Pholidae
- Ptilichthyidae
- Scytalinidae
- Stichaeidae
- Zaproridae
- Zoarcidae